# Walking the Halls
Walking the Halls is een Amerikaanse televisiefilm uit 2012 die op 7 januari van dat jaar voor het eerst werd vertoond op de Amerikaanse zender Lifetime. De film werd geregisseerd door Doug Campbell met Caitlin Thompson in de hoofdrol als schoolmeisje dat onder zachte dwang in de prostitutie belandt.

## Verhaal
Casey is een buitenbeentje op school, maar een uithaal naar haar vriendje die het met haar uitmaakte trekt de aandacht van de populaire Amber. Die troont haar mee naar een dure club waar ze Max ontmoet. Die verleid haar, neemt haar mee naar een duur hotel en slaapt met haar. De volgende dag geeft Amber haar daar 600 dollar voor. Casey beseft wat ze gedaan heeft en loopt boos weg.
Later maken Caseys ouders zwaar ruzie. Haar moeder ontdekt dat haar vader een affaire heeft en dat Caseys schoolgeld weg is. Haar vader slaat haar moeder en die laat hem arresteren. Casey ziet haar toekomst in duigen vallen en gaat in op Ambers aanbod om voor 1200 dollar mee te gaan met een rijke man. Haar moeder ontdekt het geld en volgt haar dochter naar een afspraakje met Max in een hotel. Ze confronteert Casey die vervolgens bij Amber gaat logeren. Intussen leerde ze ook haar pooier kennen: schoolbewaker Jack.
Amber overtuigt Casey mee te gaan naar een klant die 5000 dollar overheeft voor een trio. Het blijkt echter om een oude man te gaan. Casey ziet het niet zitten en loopt weg, recht in Jacks armen. Die slaat haar en dreigt haar ouders te vermoorden als ze niet terug binnen gaat. Ze probeert te vluchten maar wordt opnieuw door Jack overmeestert; die haar ontslaat met de belofte haar te vermoorden als ze hem zou verraden. Casey doolt een tijdje door de stad, belt dan haar moeder en biecht alles op.
Die waarschuwt de school dat er leerlingen zijn die zich prostitueren, maar ze kent geen namen. Schoolbewaker Jack verzekert haar het probleem te zullen aanpakken. 's Avonds gaat hij met Amber naar Caseys huis, knevelt haar en haar moeder en gaat Caseys vader halen, terwijl Amber hen onder schot houdt. De bedoeling is de drie te vermoorden met de schijn van een gezinsdrama. Ze kunnen Amber er echter toe overhalen hen los te maken en er volgt een gevecht waarbij Caseys moeder Jack neerschiet.

## Rolbezetting
- Caitlin Thompson als Casey Benson, protagonist.
- Jamie Luner als Holly Benson, Caseys moeder.
- Al Sapienza als Christopher Benson, Caseys vader.
- Matthew Alan als Jack, schoolbewaker en pooier.
- Marie Avgeropoulos als Amber, Caseys vriendin-collega.
- Lindsay Taylor als Taylor, Caseys aan pillen verslaafde collega.
- Arden Cho als Kylie, Caseys collega.
- Jason-Shane Scott als Max, Caseys eerste klant.